# Площаниха
Площани́ха — деревня в составе Капустихинского сельсовета Воскресенского района Нижегородской области.
Располагается на правом берегу реки Ветлуги.
По данным на 1999 год, численность населения составляла 76 чел.